# Công nghệ dòng nhu cầu
Công nghệ dòng nhu cầu (DFT) là một chiến lược để xác định và triển khai các quy trình kinh doanh theo một luồng, được thúc đẩy để đáp ứng nhu cầu của khách hàng.  DFT dựa trên một tập hợp các công cụ toán học được áp dụng được sử dụng để kết nối các quy trình trong một luồng và liên kết nó với các thay đổi hàng ngày theo nhu cầu.  DFT đại diện cho một cách tiếp cận khoa học để sản xuất dòng chảy cho sản xuất rời rạc.  Nó được xây dựng trên các nguyên tắc kéo theo nhu cầu trong đó nhu cầu của khách hàng là tín hiệu trung tâm để hướng dẫn hoạt động của nhà máy và văn phòng trong hoạt động hàng ngày.  DFT dự định cung cấp một giải pháp thay thế cho sản xuất đẩy theo lịch, chủ yếu sử dụng kế hoạch bán hàng và dự báo để xác định lịch sản xuất.

## Lịch sử
Nó được tạo ra bởi John R. Costanza, một giám đốc có kinh nghiệm quản lý hoạt động tại Hewlett Packard và Johnson & Johnson.  Costanza, người sau đó được đề cử giải Nobel Kinh tế (điều này không đúng, ông không nằm trong danh sách người đoạt giải cao quý về kinh tế) cho Quản lý vốn lưu động, đã thành lập Viện Công nghệ John Costanza tại Englewood, CO vào năm 1984 để tư vấn và dịch vụ giáo dục cho các nhà sản xuất để thực hiện phương pháp.
DFT sử dụng các phương pháp toán học được áp dụng để liên kết các nguyên liệu thô và trong quá trình với các đơn vị thời gian và tài nguyên sản xuất để tạo ra một dòng chảy liên tục trong nhà máy.  Mục tiêu là liên kết các quy trình của nhà máy với nhau theo một luồng và đưa nó đến nhu cầu của khách hàng thay vì dự báo nội bộ vốn không chính xác.
Những người đầu tiên sử dụng DFT bao gồm các công ty tiêu chuẩn Mỹ  General Electric  và John Deere (Deere &amp; Company).
Trong những năm đầu, DFT được coi là một phương pháp cho " Just in time " (JIT), trong đó chủ trương các quy trình sản xuất hướng đến nhu cầu thực tế của khách hàng thông qua Kanban.  Nó được giới thiệu như một cách để các nhà sản xuất Mỹ áp dụng các kỹ thuật sản xuất của Nhật Bản, như Hệ thống sản xuất Toyota (TPS), đồng thời tránh một số xung đột văn hóa trong việc áp dụng các phương pháp kinh doanh của Nhật Bản trong một công ty Mỹ.  Sau đó, nó đã được coi là một phương pháp sản xuất tinh gọn cho phép các nhà máy thực hiện các kỹ thuật như dòng chảy một mảnh, thiết kế dây chuyền dựa trên TAKT, quản lý vật liệu Kanban và sản xuất theo nhu cầu.
Công nghệ Flow Flow được quảng bá như một phương pháp đặc biệt phù hợp cho sản xuất hỗn hợp cao, khối lượng thấp. năm 2001, Costanza đã được trao bằng sáng chế cho phương pháp này cho sản xuất mô hình hỗn hợp.

## Nguyên tắc

### Sản xuất theo nhu cầu
Nguyên lý trung tâm của DFT là tính ưu việt của nhu cầu khách hàng trong việc thực hiện hoạt động hàng ngày.  Theo Tập đoàn Aberdeen,
"Sản xuất theo nhu cầu bao gồm một vòng lặp đồng bộ, khép kín giữa các đơn đặt hàng của khách hàng, lên lịch sản xuất và thực hiện sản xuất; tất cả đồng thời điều phối dòng nguyên liệu trong chuỗi cung ứng."  [Nhóm Aberdeen, 2007].
DFT là một con đường để đạt được khả năng sản xuất theo nhu cầu.  Nó được sử dụng như một khung để hướng dẫn thiết kế, triển khai và triển khai sản xuất theo nhu cầu theo hình thức lặp lại.  Theo cách này, đó là khái niệm ban đầu tương tự của Just-in-Time (JIT) lần đầu tiên được triển khai tại các nhà sản xuất Nhật Bản sử dụng nền tảng quản lý chất lượng toàn diện.  Gần đây, Just-in-time đã được sử dụng phổ biến hơn để mô tả các phương thức phân phối của nhà cung cấp, thay vì triết lý sản xuất.  DFT giả định khả năng xử lý cơ bản có thể phát sinh từ các nguyên tắc TQM và kiểm soát quy trình thống kê (SPC) và đưa nó vào một khung quản lý có thể dễ dàng đạt được nhu cầu hơn theo cách lặp lại.
Do đó, hàng tồn kho đang thực hiện và đã hoàn thành đều bị loại trừ, chuyển đổi vĩnh viễn thành tiền mặt với giá trị thị trường đầy đủ thông qua phản ứng nhanh hơn nhiều đối với các đơn đặt hàng của khách hàng.
Tiền mặt được phát hành từ Vốn lưu động theo cách này không còn phải tái đầu tư vào hàng tồn kho.  Nó trở nên có sẵn để nghỉ hưu, tăng trưởng quỹ và đổi mới.

### Sản xuất mô hình hỗn hợp
Sản xuất mô hình hỗn hợp Lưu trữ ngày 21 tháng 2 năm 2019 tại Wayback Machine là sản xuất một loạt các mô hình sản phẩm sử dụng một mức độ nhất định của các tài nguyên và vật liệu chung.  Người ta thường chấp nhận rằng sản xuất hiện đại tạo áp lực lớn hơn cho các nhà sản xuất để có nhiều sự lựa chọn hơn trong việc cung cấp sản phẩm.  Sản phẩm ngày càng được lắp ráp từ các bộ phận tiêu chuẩn và lắp ráp phụ, sử dụng máy móc và hệ thống tự động cũng như lao động thủ công.  DFT được thiết kế để xử lý hỗn hợp này và cung cấp cách thiết lập dây chuyền sản xuất mô hình hỗn hợp.
Một lịch trình sản xuất dựa trên MRP sẽ có xu hướng đối phó với hỗn hợp sản phẩm cao bằng cách phân bổ từng mô hình cho nhiều ca hoặc một ngày.  Điều này có nghĩa là toàn bộ hỗn hợp sản phẩm được cung cấp trong một chu kỳ lập lịch của nhiều tuần.  Điều này có xu hướng kéo dài thời gian đầu hoặc tăng sự phụ thuộc vào dự báo.  DFT cung cấp Cảnh sát Khả năng đáp ứng một loạt các khối lượng cho bất kỳ sản phẩm nào, bất kỳ ngày nào, dựa trên hướng của nhu cầu thực tế của khách hàng.

### Đồng bộ hóa sản phẩm
Công cụ đầu tiên được sử dụng trong triển khai DFT, đồng bộ hóa sản phẩm là định nghĩa về mối quan hệ của các quy trình trong một luồng để xây dựng sản phẩm.  Nó có dạng sơ đồ, thường được tạo bằng bút và giấy hoặc bảng trắng và được chính thức hóa bằng một chương trình trực quan hóa như Microsoft PowerPoint hoặc Visio.  Nó hiển thị cách các quy trình liên quan với nhau trong một luồng, với việc chuyển đổi nguyên liệu thô thành hàng hóa thành phẩm.  Một quy trình được xác định bởi "Một nhóm hợp lý các công việc thêm giá trị được thực hiện vào một khối lượng chung".

### Chuỗi sự kiện (SoE)
Mỗi quy trình trong quá trình đồng bộ hóa sản phẩm đòi hỏi một định nghĩa quy trình chuẩn.  Trong DFT, chuỗi các sự kiện cung cấp định nghĩa này.  Trong Bước nhảy lượng tử, được viết bởi Costanza, chuỗi sự kiện được định nghĩa là "[t] ông định nghĩa về các tiêu chí chất lượng và công việc cần thiết để xây dựng một sản phẩm trong một quy trình sản xuất cụ thể."  SoE thường có dạng bảng với mã sản phẩm, ID quy trình, mô tả nhiệm vụ và trình tự, công việc cần thiết và thời gian thiết lập cho máy móc và nhân công, và tiêu chí kiểm tra chất lượng.  SoE dự định xác định thời gian hợp lý, thực tế và có thể lặp lại để thực hiện theo chất lượng cần thiết.  Nhiều điểm mạnh và sự chỉ trích của DFT như một phương pháp luận xuất phát từ SoE.  Các SoE là nền tảng của định nghĩa quy trình nhưng không được sử dụng làm hướng dẫn công việc.  Để giao tiếp công việc tiêu chuẩn tại trung tâm làm việc, các tờ phương pháp hoạt động được sử dụng.  Trong môi trường hệ thống MRP, SoE thể hiện chi tiết từ định tuyến cung cấp chế độ xem dạng bảng của Đồng bộ hóa sản phẩm ở cấp quy trình.  Do đó, một nhà sản xuất DFT sẽ sử dụng SoE làm bản ghi chính của định nghĩa quy trình và định tuyến xuất phát và tài liệu ISO từ nó.

### Bảng phương pháp hoạt động
Đây là mô tả trực quan của công việc trong chuyển động, vật liệu và kiểm tra chất lượng cần thiết.  Ở dạng tinh khiết nhất, các tờ phương pháp hoạt động được vẽ trong khung dây để hiển thị các đường viền quan trọng của mẫu sản phẩm và thể hiện rõ ràng công việc trong chuyển động và chất lượng mà không có nhiễu hình ảnh.  OMS có ba giai đoạn hoạt động: kiểm tra chất lượng tổng thể, làm việc và xác minh.  Điều này thiết lập khái niệm trong đó mỗi toán tử kiểm tra chất lượng đầu ra của hoạt động ngay lập tức ngược dòng.  Điều này có thể đóng góp vào tổng văn hóa chất lượng và khả năng một phần triệu.

### Sơ đồ quy trình hỗn hợp
Chuỗi các sự kiện và đồng bộ hóa sản phẩm xác định cách thức các tác vụ và kiểm tra chất lượng kết hợp quy trình cho bất kỳ sản phẩm nào.  Bản đồ quy trình mô hình hỗn hợp cho thấy các sản phẩm và quy trình hình thành một yêu cầu đối với tài nguyên như thế nào.  Trong bản đồ như vậy, các sản phẩm và quy trình tạo thành một ma trận với các sản phẩm là hàng và quy trình dưới dạng cột.  Tại giao lộ thường là thời gian thực tế nhất (thời gian tiêu chuẩn tại quy trình từ chuỗi sự kiện), nhưng cũng có thể hiển thị tỷ lệ sản lượng và tùy chọn.

### Nhu cầu theo năng lực
Nhu cầu về công suất là khối lượng sản xuất cho một mặt hàng sản phẩm duy nhất theo công suất.  Đó là một giá trị cố định xác định tỷ lệ cung cấp tối đa hàng ngày.  Nhu cầu theo năng lực thường bị nhầm lẫn với tỷ lệ sản xuất hàng ngày.  Trái ngược với Hệ thống sản xuất của Toyota và nhiều công cụ sản xuất nạc khác, một dòng DFT được thiết kế cho tỷ lệ đầu ra thay đổi theo nhu cầu hàng ngày.  Do đó, dữ liệu nhu cầu được sử dụng cho thiết kế đường biểu thị số lượng giới hạn không phải là tỷ lệ cung cấp thực tế.  Mối quan hệ giữa Dc và nhu cầu trung bình hàng ngày sẽ được điều khiển bởi mức độ dịch vụ cần thiết của mặt hàng sản phẩm với nhu cầu thị trường.  Một mức dịch vụ cao hơn sẽ đòi hỏi năng lực có thể cung cấp tỷ lệ hàng ngày cao hơn mức trung bình trong một phạm vi dài.  Điều này có thể sẽ ảnh hưởng đến năng suất tài nguyên và mức tồn kho.  Một kết hợp lớn hơn trên dòng có thể cung cấp một mức độ dịch vụ cao hơn cho bất kỳ mức tài nguyên và hàng tồn kho nhất định.

### Giờ hiệu quả
Giờ hiệu lực là thời gian dành cho một tài nguyên nhất định để sản xuất sản phẩm hoặc thực hiện thiết lập quy trình hoặc chuyển đổi.  Nó được xác định cho mỗi ca và thể hiện tổng thời gian khả dụng để thực hiện các tác vụ được đặt trong SoE.  Thời gian phi sản xuất như bảo trì thiết bị, nghỉ, hoạt động 5S và cải tiến liên tục được khấu trừ vào giờ hiệu quả.  Thời gian thiết lập được bao gồm vì nó được cho là một dạng thời gian sản xuất và tính toán để tối ưu hóa kích thước lô và Kanban động sẽ yêu cầu thiết lập và thời gian chạy để được quản lý từ nhóm thời gian tài nguyên chung.

### Takt & Chu kỳ hoạt động, OP c / t
Thời gian Takt là tỷ lệ thời gian trên âm lượng theo công suất và trong DFT được biểu thị bằng
Trong đó HE là Giờ hiệu quả, S là số ca và DC là nhu cầu về công suất, tỷ lệ hàng ngày được đặt cho mục đích thiết kế tại một thời điểm nào đó trong tương lai 2 đến 5 năm.  Tỷ lệ này có thể được biểu thị cho các sản phẩm đã hoàn thành ở cuối dòng và được gọi là Takt-Time.  Nó cũng có thể áp dụng tại quy trình mà hóa đơn quan hệ vật chất, năng suất quá trình và tính tùy chọn có thể ảnh hưởng đến khối lượng phụ thuộc cho bất kỳ Dc nào ở cấp độ thành phẩm.  Ở cấp độ quy trình, tỷ lệ này được gọi là thời gian chu kỳ hoạt động.
Thời gian Takt thường được sử dụng để tính toán "thiết kế dây chuyền" hoặc số lượng và bố trí tài nguyên vật lý cần thiết để sản xuất hỗn hợp và khối lượng sản phẩm nhất định thay đổi hàng ngày theo nhu cầu của khách hàng.
Thời gian duy nhất của DFT Takt là không đổi, dựa trên khối lượng sản phẩm và hỗn hợp cố định được đặt cho mục đích thiết kế nhà máy từ 2 đến 5 năm trong tương lai.  Điều này cho phép một "thiết kế đường" ổn định không cần thay đổi hàng ngày.  Những thay đổi hàng ngày về hỗn hợp và khối lượng được cung cấp trong DFT bằng cách điều chỉnh số lượng người làm việc trong sản xuất.  Những người không bắt buộc phải đáp ứng Tỷ lệ hàng ngày (Tiến sĩ) được tự do dành thời gian chất lượng trong các hoạt động đào tạo và cải tiến liên tục.
Các chu kỳ lập lịch hàng tuần để đạt được mức tải hỗn hợp và khối lượng, gây ra sự chậm trễ đáng kể trong kế hoạch, được loại bỏ.  Có thể sản xuất bất kỳ sản phẩm nào vào bất kỳ ngày nào để đáp ứng nhu cầu thực sự của khách hàng, tạo ra luồng nhu cầu thực sự.
Do đó, hàng tồn kho đang thực hiện và đã hoàn thành đều bị loại trừ, chuyển đổi vĩnh viễn thành tiền mặt với giá trị thị trường đầy đủ thông qua phản ứng nhanh hơn nhiều đối với các đơn đặt hàng của khách hàng.
Tiền mặt được phát hành từ Vốn lưu động theo cách này không còn phải tái đầu tư vào hàng tồn kho.  Nó trở nên có sẵn để nghỉ hưu, tăng trưởng quỹ và đổi mới, vv

### Chất liệu Kanban
DFT chia sẻ định nghĩa thông thường về vật liệu Kanban dựa trên tín hiệu hình ảnh để bổ sung điểm tiêu thụ bằng vật liệu cần thiết.  Một hệ thống Kanban vật liệu điển hình trong DFT là "Thẻ đơn, Nhiều thùng chứa" và cho phép số lượng thẻ hoặc số lượng container được tiêu thụ và bổ sung mà không bị thiếu.
Vật liệu Kanban cung cấp một giải pháp thay thế cho kting như một cách phát hành vật liệu cho sàn sản xuất.  Một môi trường DFT sẽ cố gắng đơn giản hóa định nghĩa về vị trí kho cho nguyên liệu và giảm số lượng giao dịch cần thiết để kiểm soát dòng nguyên liệu trong quá trình sản xuất.  Mục đích của Vật liệu Kanban là kết nối dòng nguyên liệu với yêu cầu thực tế trong quy trình và cung cấp các bộ phận sẵn có mạnh mẽ hơn cho sản xuất trong khi giảm thời gian đáp ứng cho khách hàng.

### Sản xuất Kanban
Sản xuất Kanban được thiết kế cho số lượng bổ sung có thể nhỏ hơn nhiều kích cỡ hoặc lô.  Nó dựa trên hệ thống "Kanban thẻ kép" trong đó thẻ hoặc hộp chứa "di chuyển" đại diện cho số lượng theo yêu cầu của điểm tiêu thụ xuôi và thẻ "sản xuất" được giữ trên bảng hiển thị và tích lũy thành lô bổ sung.

### Quản lý dựa trên nhu cầu
Quản lý dựa trên nhu cầu là một cách tiếp cận xác định khả năng chịu đựng đối với nhu cầu nhằm thống nhất kế hoạch sản xuất và nguyên liệu trong điều kiện không chắc chắn về nhu cầu.  Nó sử dụng "hàng rào flex" để đặt ranh giới trên và dưới của nguồn cung đối với định nghĩa về tỷ lệ nhu cầu hàng ngày hiện tại.  Tỷ lệ hiện tại thường là một số loại trung bình được làm mịn và sẽ di chuyển theo thời gian.  Hàng rào uốn sẽ khác nhau đối với các mặt hàng hoặc nhóm sản phẩm khác nhau và phải được tính riêng.  Chính sách đặt hàng, mua hàng, hàng tồn kho và năng lực sản xuất sẽ được đặt theo các ranh giới hàng rào linh hoạt này, vì vậy những tính toán này sẽ nằm ở trung tâm của kế hoạch hoạt động.
Thật không may, đây là một quy trình chuyên sâu và quan trọng mà phần lớn không được hỗ trợ bởi các hệ thống MRP / ERP.  Việc thiếu các công cụ hệ thống và xung đột với thói quen lập kế hoạch MRP thông thường là lý do chính khiến quản lý dựa trên nhu cầu không có cùng mức độ áp dụng theo các nguyên tắc DFT còn lại.

## Giá trị và kết quả
Các công ty thực hiện DFT thường tìm kiếm một sự cải thiện để đáp ứng nhu cầu của khách hàng.  Điều này được phản ánh trong thời gian đầu hoặc thời gian bổ sung cho thành phẩm và sẽ ảnh hưởng đến mức tồn kho được giữ theo yêu cầu đáp ứng của bộ đệm.  Đáp ứng hiệu quả cho nhu cầu có thể được mô tả như một đường cong phân phối, với một số đơn đặt hàng mất nhiều thời gian hơn để lấp đầy hơn các yêu cầu khác.  Kết quả là sự thay đổi và không chắc chắn trong khả năng phục vụ thị trường của nhà sản xuất.  Vốn lưu động là cần thiết để phòng ngừa sự chậm trễ và không chắc chắn này.
DFT nhằm mục đích giảm cả sự thay đổi và thời gian đáp ứng nhu cầu.  Đây có thể được coi là một sự hoàn thành có khả năng hơn cung cấp dịch vụ khách hàng ở mức độ cao hơn với mức vốn lưu động thấp hơn.  Kết quả dự định là cải thiện hiệu suất giao hàng cùng với tăng dòng tiền và hoàn vốn lưu động.

## Các ứng dụng
Công nghệ dòng nhu cầu được áp dụng trong nhiều môi trường sản phẩm và đã được triển khai thành công trong nhiều ngành công nghiệp khác nhau.  Các công ty đã nắm bắt công nghệ dòng nhu cầu bao gồm John Deere,, Flextronics, American Standard Enterprises, Trane, AstraZeneca và nhiều công ty khác.  Nó có một thế mạnh trong các hoạt động sản xuất dự kiến sẽ cung cấp một hỗn hợp cao cho một thị trường không thể đoán trước và biến động.  Nó thường được coi là khoa học đằng sau sản xuất dòng chảy cho các nhà sản xuất rời rạc, những sản phẩm không tự nhiên chảy qua các quy trình sản xuất.

## Ưu điểm và phê bình

### Ưu điểm

#### Đơn giản
Công nghệ dòng nhu cầu cung cấp một phương pháp đơn giản, hợp lý dựa trên toán học ứng dụng.  Kỹ thuật này dựa trên các toán tử đơn giản của phép cộng, phép trừ, phép nhân và phép chia để nó không phụ thuộc vào toán học nâng cao.

#### Có thể lặp lại
DFT hình thành một hướng dẫn từng bước để chuyển đổi sản xuất từ hệ thống đẩy theo lịch trình sang hệ thống dòng chảy và nhu cầu.  Mặc dù nó được áp dụng cho một loạt các sản phẩm, các bước là phù hợp và hoạt động theo cùng một cách.  Nó không phụ thuộc vào sự đánh giá của một chuyên gia theo cách tương tự như lean hoặc Six Sigma và có thể được dạy cho một đối tượng rộng hơn mặc dù các hội thảo đào tạo ngắn.

#### Có hiệu quả
Tại trung tâm của nó, DFT chính thức hóa dòng chảy tự nhiên của vật liệu, quy trình và thông tin cần thiết để xây dựng một sản phẩm.  Nó không phải là quá nhiều một công nghệ được phát minh như là một mô tả về cách tối ưu để sắp xếp một nhà máy theo nhu cầu của khách hàng.

#### Khách hàng trung tâm
DFT đặt khách hàng vào trung tâm của hoạt động.  Nó cho phép các công ty chính thức hóa một cái nhìn lấy khách hàng làm trung tâm với các nhiệm vụ và hành động thực tế hướng dẫn hành vi trong tổ chức.  Nó chuyển khái niệm hướng đến khách hàng sang một kế hoạch hành động có thể đạt được ngoài một tuyên bố triết học.

#### Phù hợp với mục tiêu kinh doanh và khách hàng
Khái niệm tối đa hóa giá trị cổ đông thường được coi là xung đột với chất lượng dịch vụ khách hàng.  Công nghệ dòng nhu cầu, nếu được áp dụng đúng cách, có thể thống nhất các mục tiêu tài chính và khách hàng theo cách tiếp cận toàn diện để quản lý vốn hoạt động và phát triển doanh nghiệp.

### Phê bình

#### Bị hạn chế cho nhà máy
Kỹ thuật dòng nhu cầu đã được áp dụng rộng rãi cho nhà máy, nhưng đã không đạt được sự chấp nhận rộng rãi trong quản lý doanh nghiệp.  Tất cả quá thường xuyên, nó có xu hướng bị giới hạn trong kế hoạch sản xuất trong khi hoạt động và lập kế hoạch vật liệu tiếp tục bị chi phối bởi việc sử dụng các hệ thống ERP / MRP.  Lý tưởng tổng thể của dòng nhu cầu có thể bị phá vỡ bởi cuộc xung đột này.

#### Không được hỗ trợ bởi các hệ thống
Các nhà cung cấp ERP / MRP lớn đã bỏ qua phần lớn các lợi thế của kỹ thuật Flow Flow hoặc được mua trước khi các sản phẩm của họ có cơ hội giành thị phần.  Những người ủng hộ và người sử dụng Flow Flow phần lớn đã thất bại trong việc thách thức logic không đầy đủ mà MRP thông thường sử dụng cho năng lực lập kế hoạch và nguồn lực sản xuất  Do đó, các nhà sản xuất buộc phải dựa vào một thói quen lỗi thời để lập kế hoạch mà hầu như không thay đổi từ những năm 1960

#### Đòi hỏi định nghĩa quy trình và kỷ luật
DFT nhằm mục đích áp dụng một định nghĩa quy trình tiêu chuẩn của sản phẩm cho các yêu cầu hàng ngày của nhu cầu.  Điều này ủng hộ các quá trình có khả năng và được xác định cho cấp độ nhiệm vụ.  Đây đôi khi là một mức độ chi tiết và kỷ luật vắng mặt trong tổ chức.  Việc tạo và duy trì tài liệu Chuỗi sự kiện liên quan đến công việc thủ công mở rộng.  Có những lợi thế mạnh mẽ về chất lượng và khả năng thực hiện công việc này, nhưng thành công thường phụ thuộc vào cam kết quản lý để thay đổi ngoài các hành động hẹp của việc triển khai DFT.